# Barichneumon nigripes
Barichneumon nigripes är en stekelart som först beskrevs av Cameron 1903.  Barichneumon nigripes ingår i släktet Barichneumon och familjen brokparasitsteklar. Inga underarter finns listade.